# NUTS:HU

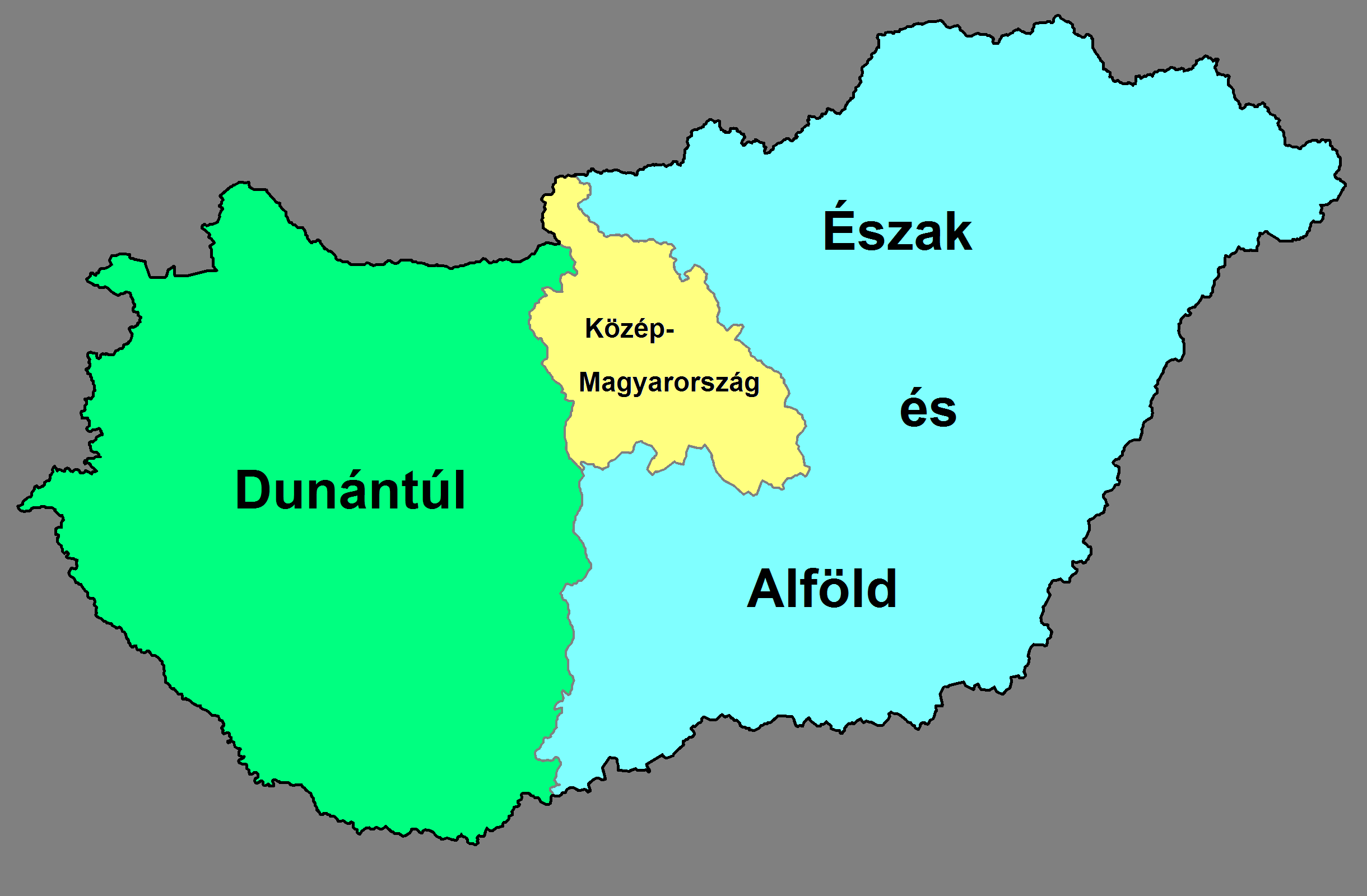
NUTS-1-Regionen

Als NUTS:HU oder NUTS-Regionen in Ungarn bezeichnet man die territoriale Gliederung Ungarns gemäß der europäischen „Systematik der Gebietseinheiten für die Statistik“ (NUTS).

## Grundlagen
In Ungarn werden die drei NUTS- und zwei LAU-Ebenen wie folgt belegt (Stand Januar 2016):
- NUTS 1: 3 Statistische Hauptregionen (Statisztikai nagyrégiók)
- NUTS 2: 8 Planungs- und Statistikregionen (Tervezési-statisztikai régiók)
- NUTS 3: 19 Komitate (Vármegyék) + Budapest
- LAU 1: 197 Kreise (Járások) seit 2013 – die 174 (Statistischen) Kleingebiete (Statisztikai kistérségek) wurden Ende 2012 aufgelöst
- LAU 2: 3155 Orte (Települések)

## Liste der NUTS-Regionen in Ungarn

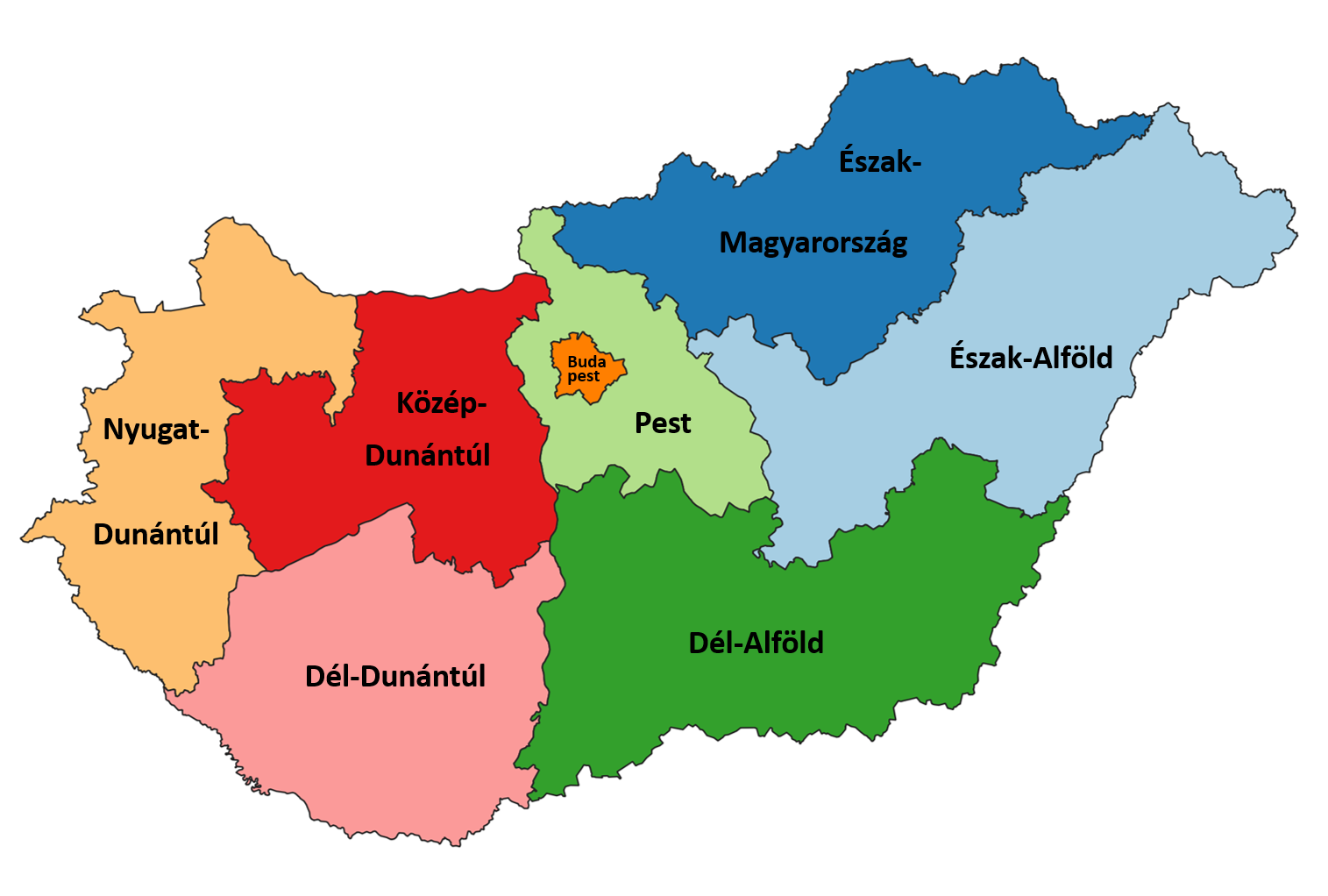
NUTS-2-Regionen

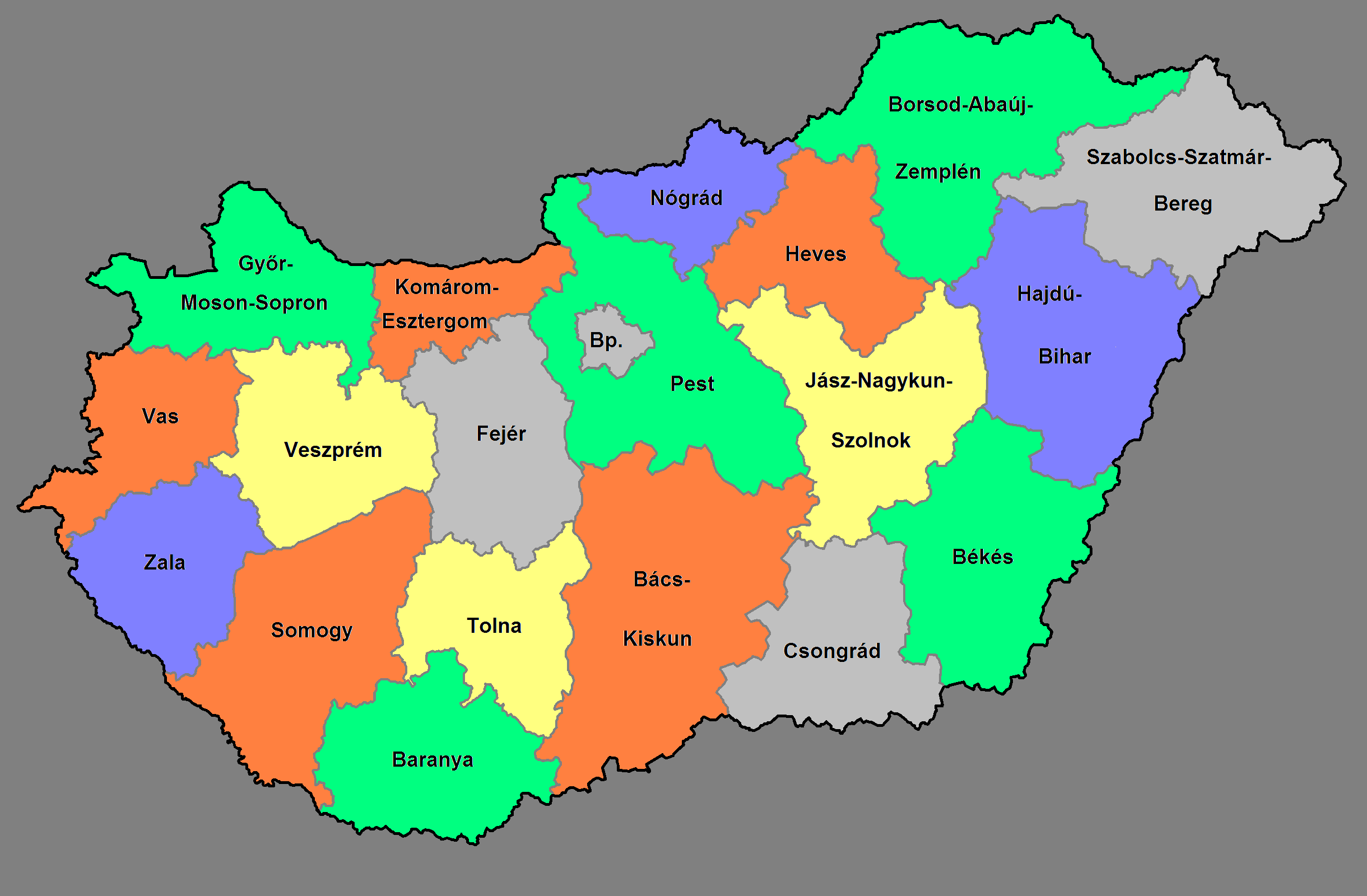
NUTS-3-Regionen (Komitate)

| NUTS 1                                 | NUTS 1 | NUTS 2                                   | NUTS 2 | NUTS 3                 | NUTS 3 |
| -------------------------------------- | ------ | ---------------------------------------- | ------ | ---------------------- | ------ |
| Mittelungarn (Közép-Magyarország)      | HU1    | Budapest                                 | HU11   | Budapest               | HU101  |
| Mittelungarn (Közép-Magyarország)      | HU1    | Budapest                                 | HU11   | Pest                   | HU102  |
| Mittelungarn (Közép-Magyarország)      | HU1    | Pest                                     | HU12   | Pest                   | HU102  |
| Transdanubien (Dunántúl)               | HU2    | Mitteltransdanubien (Közép-Dunántúl)     | HU21   | Fejér                  | HU211  |
| Transdanubien (Dunántúl)               | HU2    | Mitteltransdanubien (Közép-Dunántúl)     | HU21   | Komárom-Esztergom      | HU212  |
| Transdanubien (Dunántúl)               | HU2    | Mitteltransdanubien (Közép-Dunántúl)     | HU21   | Veszprém               | HU213  |
| Transdanubien (Dunántúl)               | HU2    | Westtransdanubien (Nyugat-Dunántúl)      | HU22   | Győr-Moson-Sopron      | HU221  |
| Transdanubien (Dunántúl)               | HU2    | Westtransdanubien (Nyugat-Dunántúl)      | HU22   | Vas                    | HU222  |
| Transdanubien (Dunántúl)               | HU2    | Westtransdanubien (Nyugat-Dunántúl)      | HU22   | Zala                   | HU223  |
| Transdanubien (Dunántúl)               | HU2    | Südtransdanubien (Dél-Dunántúl)          | HU23   | Baranya                | HU231  |
| Transdanubien (Dunántúl)               | HU2    | Südtransdanubien (Dél-Dunántúl)          | HU23   | Somogy                 | HU232  |
| Transdanubien (Dunántúl)               | HU2    | Südtransdanubien (Dél-Dunántúl)          | HU23   | Tolna                  | HU233  |
| Norden und Tiefebene (Észak és Alföld) | HU3    | Nordungarn (Észak-Magyarország)          | HU31   | Borsod-Abaúj-Zemplén   | HU311  |
| Norden und Tiefebene (Észak és Alföld) | HU3    | Nordungarn (Észak-Magyarország)          | HU31   | Heves                  | HU312  |
| Norden und Tiefebene (Észak és Alföld) | HU3    | Nordungarn (Észak-Magyarország)          | HU31   | Nógrád                 | HU313  |
| Norden und Tiefebene (Észak és Alföld) | HU3    | Nördliche Große Tiefebene (Észak-Alföld) | HU32   | Hajdú-Bihar            | HU321  |
| Norden und Tiefebene (Észak és Alföld) | HU3    | Nördliche Große Tiefebene (Észak-Alföld) | HU32   | Jász-Nagykun-Szolnok   | HU322  |
| Norden und Tiefebene (Észak és Alföld) | HU3    | Nördliche Große Tiefebene (Észak-Alföld) | HU32   | Szabolcs-Szatmár-Bereg | HU323  |
| Norden und Tiefebene (Észak és Alföld) | HU3    | Südliche Große Tiefebene (Dél-Alföld)    | HU33   | Bács-Kiskun            | HU331  |
| Norden und Tiefebene (Észak és Alföld) | HU3    | Südliche Große Tiefebene (Dél-Alföld)    | HU33   | Békés                  | HU332  |
| Norden und Tiefebene (Észak és Alföld) | HU3    | Südliche Große Tiefebene (Dél-Alföld)    | HU33   | Csongrád-Csanád        | HU333  |